# 工学科
工学科（こうがくか）とは高等学校や大学に置かれる学科の一つ。
通常大学の工学部に設置しており、設置している工学科では1学科で専攻はコース制を採用している。

## 設置校

### 大学

#### 国立大学
- 山梨大学工学部
- 富山大学工学部
- 岡山大学工学部
- 新潟大学工学部
- 愛媛大学工学部
- 長崎大学工学部
- 宮崎大学工学部
- 琉球大学工学部
- 奈良女子大学工学部

#### 私立大学
- 八戸工業大学工学部
- 麗澤大学工学部
- 東京工芸大学工学部
- 新潟工科大学工学部
- 日本福祉大学 工学部（2025年度～）
- 長崎総合科学大学工学部

※2026年に兵庫県立大学工学部が工学科に改組予定

## 類似の学科設置校
創造工学科
- 室蘭工業大学 理工学部  創造工学科
- 香川大学創造工学部 創造工学科

創生工学科
- 大分大学 理工学部 創生工学科
- 足利大学 工学部 創生工学科

総合工学科
- 千葉大学工学部 総合工学科
- 三重大学工学部 総合工学科

基盤工学科
- 宇都宮大学工学部 基盤工学科